# Parambassis lala
Parambassis lala är en fiskart som först beskrevs av Hamilton 1822.  Parambassis lala ingår i släktet Parambassis och familjen Ambassidae. IUCN kategoriserar arten globalt som nära hotad. Inga underarter finns listade i Catalogue of Life.